# Art Hugo Ep
 (avril 2023).
L'article doit être relu — et modifié si nécessaire — par des contributeurs indépendants pour apporter un regard critique aux contributions effectuées en violation des conditions d'utilisation de Wikipédia, tant sur la forme (notamment concernant le style encyclopédique, la proportionnalité) que sur le fond (la neutralité de point de vue, la qualité et l'indépendance des sources).
Hugo de jesus Alves, dit Art Hugo Ep, né le 17 août 1975 à Anvers (Belgique), est un artiste peintre. Il réside à Dilbeek. Il est le fondateur de la société Art Hugo Event & Party, proposant de la décoration artistique de vitrines et d'accessoires. À la suite d'une période de chômage, il a décidé de se consacrer professionnellement à sa passion pour la peinture.

## Biographie
Il a été dirigé vers une école d'art et de publicité après avoir exprimé son intérêt pour le dessin lors d'une évaluation scolaire. Il a ainsi découvert les techniques de grand format qui l'ont amené à réaliser des fresques et des panneaux. Au cours de son apprentissage, il a également eu l'opportunité de perfectionner son art du trait simple, spontané et fluide en travaillant sur la décoration de vitrines. Ces expériences ont contribué à forger sa créativité et ont posé les bases de sa carrière dans le domaine de l'art et de la publicité.
Au cours des années 1990, il a pris la décision de fonder une famille et a décidé de mettre de côté sa passion pour la peinture afin de se consacrer à une vie plus conventionnelle. Cependant, des décennies plus tard, à la suite d'une maladie de longue durée, il a renoué avec sa passion pour l'art en réalisant la décoration d'anniversaire de sa fille[pertinence contestée]. Ce retour à la création artistique a été un tournant dans sa vie et a ravivé sa flamme pour la peinture.
Il économise de l'argent pour investir dans la transformation de son garage en un atelier destiné à la pratique artistique,. La commune de Berchem-Sainte-Agathe a sollicité ses services dans le cadre d'une opération visant à redynamiser les quartiers commerciaux particulièrement touchés par la crise sanitaire en fin d'année 2020. Sa participation a été requise pour apporter une contribution artistique à cette initiative,. Durant la même année, il a créé Art Hugo Event & Party, une entreprise spécialisée dans la décoration événementielle. Il a trouvé sa voie artistique en se spécialisant dans la customisation de Playmobil XXL[réf. incomplète]. Plusieurs galeries ont depuis lors exposé ses œuvres. Il travaille principalement à main levée, en utilisant comme techniques de prédilection l'acrylique et le posca[source insuffisante].
Ses créations se distinguent par l'utilisation de couleurs flash néon, de traits anguleux et de mouvements larges. Ses œuvres sont caractérisées par un style de patchwork non conforme aux canons artistiques actuels, bien qu'elles s'inspirent de personnages de la culture populaire[source secondaire souhaitée]. Depuis l’extérieur du cube, Il a effectué une action de restauration esthétique sur l'une des parois du cube en verre de l'organisation caritative Viva for life. Il a créé un casque de course sur mesure pour le pilote de Formule E Stoffel Vandoorne. Ce dernier, couronné champion du monde, a arboré ledit casque lors de deux événements majeurs qui se sont déroulés à Londres.